# Герасимов Микола Семенович
Микола Семенович Герасимов (рос. Николай Семёнович Герасимов; 23 листопада (6 грудня) 1911, Симбірськ — 29 червня 1960, Жданов) — радянський військовий льотчик, Герой Радянського Союзу (1939), в роки німецько-радянської війни командир 256-ї винищувальної авіаційної дивізії (Воронезький і 1-й Український фронти).

## Життєпис
Народився 23 листопада (6 грудня) 1911 року в місті Симбірську (нині Ульяновськ) в родині робітника. Росіянин. У 1913–1921 роках жив в селі Ішеєвці , потім повернувся до Симбірська. У 1923 році закінчив 5 класів школи. З 1924 року був чорноробом, в 1926–1930 роках працював ткачем на текстильній суконній фабриці імені М. І. Калініна. У 1931 році закінчив курси шоферів в Ульяновську. До грудня 1932 року працював шофером в Ульяновської бронетанкової школі.
У 1933 році закінчив Ульяновську льотну школу Тсоавіахіму, в 1934 році — курси інструкторів при Центральному аероклубі в Москві. У 1934–1935 роках працював льотчиком-інструктором аероклубу авіазаводу № 21 в місті Горькому (нині — Нижній Новгород).

### Військова кар'єра
В армії з вересня 1935 року. У 1936 році закінчив Пермську військову школу авіатехніків, в 1937 році — Борисоглібську військову авіаційну школу льотчиків. Служив в стройових частинах ВПС (в Київському військовому окрузі).
Учасник Громадянської війни в Іспанії: у червні—жовтні 1938 року — льотчик, командир ланки в авіації республіканських військ. Здійснив 80 бойових вильотів на винищувачі І-16, в 38 повітряних боях особисто збив три літаки противника . У повітряному бою був поранений у праву руку.
За мужність і героїзм, проявлені при виконанні військового обов'язку, Указом Президії Верховної Ради СРСР від 22 лютого 1939 року майору Герасимову Миколі Семеновичу присвоєно звання Героя Радянського Союзу з врученням ордена Леніна. Після установи знака особливої відмінності 4 листопада 1939 року йому була вручена медаль «Золота Зірка» (№ 114).
Після повернення з Іспанії продовжував службу у ВПС, був льотчиком-інспектором з техніки пілотування 69-ї винищувальної авіабригади в Київському військовому окрузі.
Учасник боїв на річці Халхін-Гол: у червні-серпні 1939 року — льотчик-інспектор з техніки пілотування 70-го винищувального авіаційного полку, в серпні 1939 року — льотчик-інспектор з техніки пілотування 22-го винищувального авіаційного полку. Здійснив кілька десятків бойових вильотів на винищувачі І-16, в повітряних боях в складі групи збив чотири літаки противника . 27 червня 1939 року його літак був збитий під час зльоту з аеродрому, але М. С. Герасимов здійснив вимушену посадку і не постраждав.
У вересні 1939 року на посаді заступника командувача 5-ю армією по ВПС брав участь у вторгненні СРСР до Польщі. 
Учасник радянсько-фінської війни: в листопаді 1939 — березні 1940 року — заступник командувача ВПС 7-ї армії.
Член ВКП (б) з 1940 року. У квітні—жовтні 1940 року — помічник командира 43-ї винищувальної авіабригади (в Одеському військовому окрузі). Через аварію літака знижений на посаді і призначений помічником командира 46-го винищувального авіаційного полку (в Московському військовому окрузі). У березні—червні 1941 року — слухач командного факультету Військово-повітряної академії (Моніно).

#### Друга світова війна
Учасник радянсько-німецької війни: у червні—жовтні 1941 року — заступник командира 271-го винищувального авіаційного полку (ППО Ростова-на-Дону), в жовтні 1941 — жовтні 1942 року — командир 512-го винищувального авіаційного полку (Південно-Західний і Сталінградський фронти). Брав участь в Ростовській оборонній, Барвінково-Лозівській та Харківській операціях, обороні Сталінграда. У жовтні 1942 — квітні 1943 року — льотчик-інспектор з винищувальної авіації Інспекції ВПС Червоної Армії. 28 травня 1943 року йому прсвоєне військве звання полковника. У квітні 1943 — жовтні 1944 року — командир 256-ї винищувальної авіаційної дивізії (Воронезький і 1-й Український фронти). Брав участь у Курській битві і битві за Дніпро, Житомирсько-Бердичівській, Корсунь-Шевченківській, Рівенсько-Луцькій, Проскурівсько-Чернівецькій, Львівсько-Сандомирській і Східно-Карпатській операціях. 
За час війни здійснив 155 бойових вильотів на винищувачах І-16, ЛаГГ-3, Як-1, Як-7 та Як-9, в повітряних боях особисто збив сім літаків противника.
Учасник радянсько-японської війни 1945 року на посаді заступника командира 245-ї винищувальної авіаційної дивізії (Забайкальський фронт). Брав участь в Хінгано-Мукденській операції.

#### Повоєнні роки
Після війни продовжував службу у ВПС (на Далекому Сході). У 1947–1948 роках — старший льотчик-інспектор з техніки пілотування Управління 17-ї повітряної армії (Київський військовий округ), в 1948–1954 роках — заступник командира винищувальної авіаційної дивізії (в Прикарпатському військовому окрузі). Освоїв реактивний винищувач МіГ-15.

### У відставці
З лютого 1954 року полковник М. С. Герасимов у відставці. Жив у місті Жданові . 
Помер 29 червня 1960 року.

## Нагороди
Нагороджений двома орденами Леніна (22 лютого 1939, 23 жовтня 1942), двома орденами Червоного Прапора (29 серпня 1939, 21 березня 1940), орденами Кутузова 2-го ступеня (8 квітня 1944), Вітчизняної війни 1-го ступеня (5 листопада 1942), двома орденами Червоної Зірки (28 серпня 1945, 15 листопада 1950), медалями, монгольськими орденом Бойового Червоного Прапора 1-го ступеня (1939) і медаллю.

## Пам'ять
Бюст Героя встановлений в селищі Ішеєвка Ульяновської області. Його ім'ям названо вулиці в Ульяновську, селищі Ішеєвці та селі Баратаєвка Ульяновської області.